# Вишни Кручов
Вишни Кручов (слч. Vyšný Kručov) насељено је мјесто са административним статусом сеоске општине (слч. obec) у округу Бардјејов, у Прешовском крају, Словачка Република.

## Становништво
| Година:    | 1994. | 2004.   | 2014. | 2024.   |
| ---------- | ----- | ------- | ----- | ------- |
| Број људи: | 153   | 151     | 151   | 150     |
| Разлика:   |       | -1,30 % | +0 %  | -0,66 % |

| Година:    | 2023. | 2024.   |
| ---------- | ----- | ------- |
| Број људи: | 153   | 150     |
| Разлика:   |       | -1,96 % |

Према подацима о броју становника из 2024. године насеље је имало 150 становника.